# Ternate
|  | Per a altres significats, vegeu «Ternate (desambiguació)». |

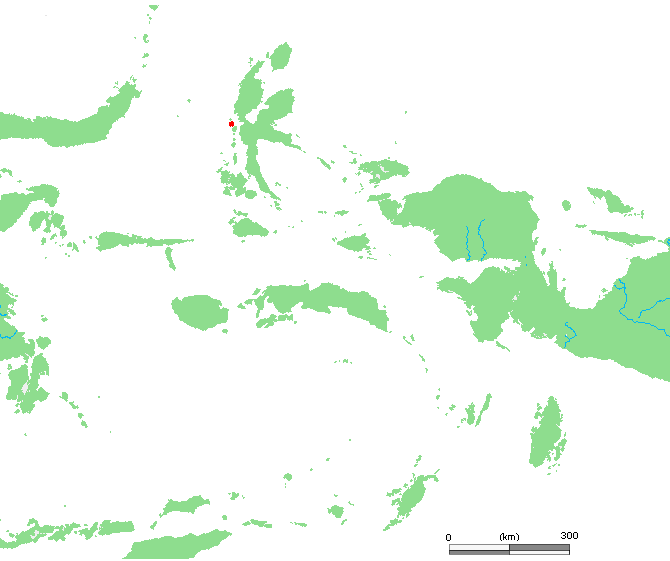
Localització de Ternate a Indonèsia (en color vermell)

Ternate és una illa i una ciutat indonèsia de la província de les Moluques del Nord, a l'arxipèlag de les Moluques.
L'illa, de 76 km² i 145.143 habitants (2003), està localitzada davant la costa occidental de l'illa de Halmahera i forma tota sola un municipi (kotamadya). La ciutat de Ternate és la més gran de la província i n'és també la capital.
Està dominada pel Gamalama, un volcà actiu de 1.715 m d'altitud.

## Història
L'imperi de Majapahit designava la regió de Ternate com "Illes Reials". El títol de sultà el va agafar el sobirà Zayn al-Abidin fill de Kaicil Gapi Baguna (que va regnar del 1486 a 1500). Fins a la colonització holandesa del segle xix, els soldans de Ternate comandaven un imperi que s'estenia des de Cèlebes ("Sulawesi") fins a Papua. El principal competidor era el soldanat veí de Tidore.
Els primers europeus a arribar a Ternate van ser l'expedició portuguesa de Francisco Serrão, que es va enfonsar prop de Seram. El soldà de Ternate, pensant que podria aprofitar-se del poder militar portuguès, va portar l'expedició a la seva illa i va permetre als portuguesos construir-hi una fortalesa (1552). L'expedició espanyola comandada per García Jofre de Loaisa va arribar a les Moluques el 1526 i anys després els castellans van crear un fort a l'illa veïna de Tidore; Portugal el va atacar des del seu fort a Ternate. El 1575 el soldà Baabullah (1570-1583) expulsà els portuguesos del fort en revenja per la mort del seu pare a mans dels portuguesos i va fer la guerra als natius cristians matant a milers d'aquestos. El 1578 els portuguesos van rebre l'oferta de construir un fort a Tidore. El 1606, forces espanyoles capturen el fort i el soldà és deportat a Manila i el sultà Modafar (Muzaffar) va autoritzar la reconstrucció de l'antic fort portuguès de Sao Paolo. El 1606 els holandesos van fer també un pacte amb el sultà (que fou reconegut com a independent) i el 1607 els holandesos construeixen un altre fort a l'illa, Malai. El 1650-1652 els holandesos van aconseguir avqntatges comercials a canvi de l'ajut al sultà Mandarshah. El 1663 o 1666 els espanyols es retiraren de l'illa i el 1683 el sultà de Ternate va haver de reconèixer el protectorat de la Companyia Holandesa de les Índies Orientals; el 1687 va fer el mateix Tidore. Els sultans van rebre pensions però els productors locals es van empobrir el que va portar a diverses revoltes i al sorgiment amb força de la pirateria abans residual. Durant el període napoleònic les possessions holandeses foren posades sota protectorat britànic per un acord però Ternate es va resistir i no va capitular fins al 1810. El 1915, després d'una revolta avortada, el sultanat fou posat sota administració directe d'Holanda i el sultà Uthman exiliat a Java.
El 1999 i el 2000 Ternate va patir episodis de violència religiosa entre cristians i musulmans.

## Llista de sultans sota domini holandès
Per la llista completa vegeu: Sultanat de Ternate
- 1689 - 1714 Said Fathullah
- 1714 - 1751 Amir Iskandar Zulkarnain Saifuddin
- 1751 - 1754 Binayatullah al-Malik ul-Manab Amir Iskandar Alauddin Mansur Shah III
- 1754 - 1763 Amir Iskandar Muda Shah
- 1763 - 1774 Shahid ul-Muh Taj ul-Rahman Jalaluddin Shah
- 1774 - 1781 Ikhtias ul-Rahman Wahuwa Said Duna Amir Iskandar Zulkarnain Azimuddin Shah
- 1781 - 1796 Amir Iskandar II Malik ul-Mulk ul-Munnawir us-Sadik ul-Mukarram Shah
- 1796 - 1801 Haj ul-Arifin Wahuwa Said Duna Siraj ul-Buldan Infiluddin Muharram Amir Iskandar Shah Muhiuddin Shah
- 1801 - 1807 Sirajul Bilat Shah Taj ul-Aulia al-Mukarram Amir Iskandar Jihad Azimuddin
- 1807 - 1821 Said ul-Biladi Siraj ul-Kulut ul-Mulki Amiri Iskandar Zain ul-Bahrain Wahuwa Khair us-Salikhin Shah
- 1821 - 1823 Saifuddin Iskandar III Nasiruddin Shah
- 1823 - 1859 Taj ul-Mulki Amiruddin Iskandar Kaulaini Shah
- 1859 - 1876 Binayat Illahi Mamran Siraj ul-Mulki Amiruddin Iskandar Wahuwa Mina Salikhin Shah
- 1876 - 1879 Interregne
- 1879 - 1900 Tajul Mahsil Binayatullah al-Hannan Siraj ul-Mulk Amiruddin Iskandar IV Munawar ul-Sadik Wahuwa Mina al-Adilin Shah
- 1900 - 1902 Ilham (Kolano Ara Rimoi)
- 1902 - 1915 Tajul Mahsil Binayatullah al-Hannan Siraj ul-Mulk Amiruddin Iskandar V Munawar ul-Sadik Wahuwa Mina al-Adilin Shah
- 1915 - 1929 Interregne
- 1929 - 1975 Iskandar Muhammad Jabir Shah
- 1975 - 1986 Interregne
- 1986 - Muzaffar Shah II